# 프레데리크 뢰노브
프레데리크 리스 뢰노브(덴마크어: Frederik Riis Rønnow, 1992년 8월 4일 ~)는 덴마크의 축구 선수로 현재 독일 분데스리가의 1. FC 우니온 베를린에서 골키퍼로 활약 중이다.